# Orangerie des Hartmann
L'orangerie des Hartmann est un monument historique situé à Munster, dans le département français du Haut-Rhin.

## Localisation
Ce bâtiment est situé au 16, rue Alfred-Hartmann et place de la Tuilerie à Munster.

## Historique
L'édifice fait l'objet d'une inscription au titre des monuments historiques depuis 1990.